# KTorrent
KTorrent е BitTorrent клиент, написан на C++, и е част от KDE проекта.

## Възможности
- Регулиране на скоростите за качване и сваляне на индивидуални торенти и общо за всички.
- Търсене в интернет като се използват възможностите на търсачките за торенти.
- Поддръжка на UDP тракери.
- Черен списък на IP адреси (добавка).
- Пренасочване на портове с UPnP (Universal Plug and Play).
- DHT и поддръжка на торенти без тракери.
- Генериране и приемане на магнетни връзки.
- Възможност за размяна на пиъри с µTorrent (PEX).
- Приоритети на файловете при сваляне.
- Възможност за добавяне на частично свалени файлове.
- Индивидуални файлове от торента могат да бъдат местени.
- Сканиране на директории за автоматично добавяне на нови торенти.
- Мениджър за изчакващите торенти.
- Ръчно въвеждане на тракери за торенти.
- Поддръжка на RSS.
- Поддръжка на µTP.
- Поддръжка на IPv6.
- Поддръжка на SOCKS вер. 4 и 5.
- Web интерфейс.